# ثيودور أ. باركر الثالث
ثيودور أ. باركر الثالث (بالإنجليزية: Theodore A. Parker III)‏ هو عالم طيور وعالم حيوانات أمريكي، ولد في 1 أبريل 1953 في لانكستر في الولايات المتحدة، وتوفي في 3 أغسطس 1993.